# کاستلنوداری
کاستلنوداری (به فرانسوی: Castelnaudary) یک کمون در فرانسه است که در canton of Castelnaudary-Nord واقع شده‌است.

## خصوصیات
کاستلنوداری ۴۷٫۷۲ کیلومترمربع مساحت و ۱۱٬۵۴۴ نفر جمعیت دارد و ۱۶۵ متر بالاتر از سطح دریا واقع شده‌است.

## نگارخانه

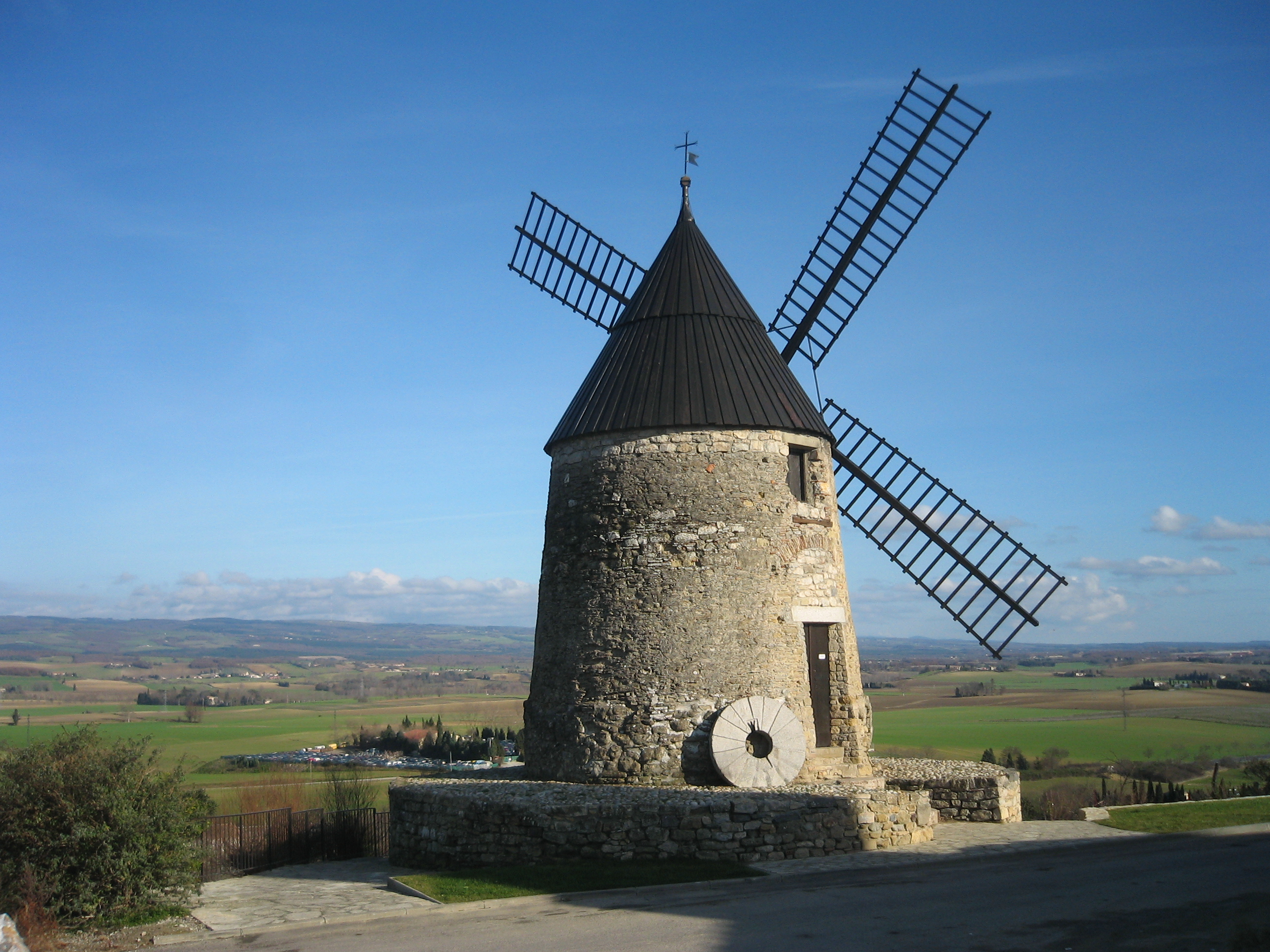
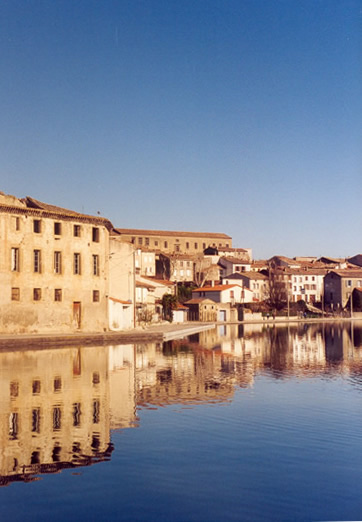